# Felix H. Man
Felix Hans Man (30. listopadu 1893 – 30. ledna 1985) byl německý fotograf, průkopník fotožurnalistiky a spisovatel, který později emigroval do Velké Británie. Publikoval emotivní sociální reportáže v britských a amerických časopisech Washington Post a Life, byl editorem v Münchner Illustrierte.
V Německu byl představitelem moderní fotožurnalistiky v letech 1900 - 1920 podobně jako Erich Salomon, Tim N. Gidal, Wolfgang Weber, Alfred Eisenstaedt a Martin Munkácsi.

## Ocenění
- Cena za kulturu Německé fotografické společnosti, 1965